# Campylocentrum aromaticum
Campylocentrum aromaticum  é uma espécie de orquídea, família Orchidaceae, que existe no Brasil e Argentina. Trata-se de planta epífita, monopodial, com caule alongado, pouco ramificado, cujas inflorescências brotam do nódulo do caule oposto à base da folha. As flores são minúsculas, brancas, de sépalas e pétalas livres, e nectário na parte de trás do labelo. Pertence à secção de espécies de Campylocentrum com folhas planas e ovário pubescente com nectário curto, de ápice arredondado.

## Publicação e sinônimos
- Campylocentrum aromaticum Barb.Rodr., Contr. Jard. Bot. Rio de Janeiro 4: 103 (1907).

Sinônimos heterotípicos:
- Campylocentrum trachycarpum Kraenzl., Kongl. Svenska Vetensk. Acad. Handl., n.s., 46(10): 87 (1911).
- Campylocentrum hatschbachii Schltr., Repert. Spec. Nov. Regni Veg. 23: 70 (1926).
- Campylocentrum rhomboglossum Hoehne & Schltr., Arch. Bot. São Paulo 1: 297 (1926).

## Histórico
Barbosa Rodrigues publicou esta espécie em 1907. Como é uma espécie variável, plantas um pouco diferentes foram descritas mais três vezes com outros nomes. Pabst situa esta espécie isolada entre os Campylocentrum do Brasil: é a única espécie de ovário pubescente e nectário curto. Existe em todos os estados das regiões sul e sudeste do Brasil, exceto no Espírito Santo.